# Doraemon: Nobita ở xứ sở nghìn lẻ một đêm
Doraemon: Nobita ở xứ sở nghìn lẻ một đêm (ドラえもん のび太のドラビアンナイト Doraemon Nobita no Dorabian Nights) là phim hoạt hình khoa học viễn tưởng năm 1991 của đạo diễn Shibayama Tsutomu. Truyện được tác giả Fujiko F. Fujio đăng trên tạp chí CoroCoro Comic từ tháng 9 năm 1990 đến tháng 2 năm 1991 và sau đó được Shogakukan tập hợp lại đóng thành truyện dài hoàn chỉnh phát hành lần đầu vào ngày 27 tháng 7 năm 1991. Nhà xuất bản Kim Đồng cũng đã phát hành tại Việt Nam với tên gọi đầu tiên là Lạc vào xứ Ba Tư, tên hiện tại là Nobita ở xứ sở nghìn lẻ một đêm. Truyện kể về chuyến phiêu lưu của Nobita và những người bạn đến thế giới nghìn lẻ một đêm giải cứu Shizuka thoát khỏi tên cướp Abujin và đồng bọn. Sau đó truyện được Shibayama Tsutomu chuyển thể thành phim, là phim thứ 12 trong loạt phim điện ảnh Doraemon, được công chiếu vào ngày 9 tháng 3 năm 1991 tại Nhật Bản. Phim cũng được mua bản quyền phát sóng tại một số gia như Ý, Ấn Độ, Hồng Kông, Tây Ban Nha... Tại Đài Loan phim được phát hành dưới dạng đĩa VCD trong thập niên 2000, tại Tây Ban Nha được phát hành dưới dạng DVD vào ngày Ngày 10 tháng 10 năm 2001, tại Ý được phát sóng trên truyền hình vào ngày 24 tháng 12 năm 2004, tại Hồng Kông được phát sóng trên truyền hình vào ngày 15 tháng 4 năm 2006 và tại Ấn Độ được phát sóng trên truyền hình vào ngày 1 tháng 12 năm 2012. Tại Việt Nam phim được Công ty Cổ phần Truyền thông Trí Việt mua bản quyền, lồng tiếng và phát sóng trên kênh HTV3 lần đầu vào ngày 21 tháng 6 năm 2013. Cuối cùng phim được Toho phát hành trong định dạng băng và DVD tại Nhật còn Việt Nam do Công ty điện ảnh Thành phố Hồ Chí Minh phát hành không bản quyền. Ca khúc mở đầu là "Doraemon no Uta" (ドラえもんのうた, dịch nghĩa Bài hát về Doraemon) do Yamano Satoko trình bày và ca khúc kết thúc phim là "Yume no Yukue" (夢のゆくえ, dịch nghĩa Nơi của những giấc mơ) do Shiratori Emiko trình bày. Ca khúc tiếng Việt mở đầu là "Doraemon" do Huyền Chi trình bày và kết thúc là "Hành trình giấc mơ" do Thùy Tiên trình bày.
Phim đã giành được Giải vàng xuất sắc tại Lễ trao giải Doanh thu vàng (Golden Gross Award) lần thứ 9.

## Nội dung

Bìa truyện Nobita ở xứ sở nghìn lẻ một đêm

Nobita và Shizuka cùng đi vào thế giới cổ tích nhưng không may Shizuka bị lạc trong thế giới ấy. Biết được cô bé đang ở xứ Ba Tư và câu chuyện về chàng Sinbad (hay Sin-bát) có thể có một phần là sự thật, Doraemon, Nobita, Jaian cùng nhau lên đường đến xứ Ba Tư huyền thoại với hướng dẫn viên du lịch Mikuzin. Ở đó họ gặp vua Harun Al-Rashid và mua một chiếc thuyền để để đi tìm Shizuka. Nhưng bọn thủy thủ đi theo chính là bọn cướp Khasim và bọn chúng đã ném nhóm Doraemon xuống biển. Một cơn bão nổi lên, nhóm Doraemon và cả bọn cướp cùng lão Abujin đang giữ Shizuka bị cuốn vào một hoang mạc với những nơi khác nhau. Nhóm Doraemon (có cả Shizuka) may mắn gặp ông Sinbad và được mời về lâu đài. Trong khi đó Khasim cùng đồng bọn gặp Abujin và chúng âm mưu chiếm đoạt kho báu của Sinbad.
Hôm sau, bọn cướp đã chiếm được lâu đài, ông Sinbad và nhóm Doraemon bị bắt giam. Mikuzin đã cứu họ và tất cả cùng nhau chiến đấu để giành lại lâu đài. Bọn cướp bị bắt giam để đưa cho vua Rashid, nhóm Doraemon được trở về an toàn.

## Nhân vật
- Sinbad: Một thủy thủ già nhiều kinh nghiệm, là nhân vật quen thuộc với trẻ em qua tiểu thuyết Ngàn lẻ một đêm. Ông rất vui tính, tốt bụng nhưng tuổi già làm cho ông hay nản lòng. Ông còn có cả một lâu đài làm bằng vàng ròng chứa vô số những bảo bối quý giá khác. Ông đã giúp đỡ nhóm Doraemon khi họ bị lạc trên sa mạc.
- Mikuzin: Một hướng dẫn viên du lịch chuyên nghiệp của công ty "Con lạc đà phương đông". Nhờ Mikuzin dẫn đường nên nhóm Doraemon mới đến được xứ Ba Tư. Nhưng do tật nói nhiều nên cậu bị cả nhóm tẩy chay, sau này lập được công lớn trong cuộc chiến với bọn cướp Abujin.
- Abujin: Một tên buôn nô lệ xảo trá và gian ác. Hắn đã bắt cóc Shizuka khi cô bé bị rơi vào thế giới cổ tích và định đưa cô đi bán cho bọn quý tộc. Không may thuyền của hắn bị đắm trong một cơn bão, cả đoàn chết mất xác trừ hắn và Shizuka trôi dạt vào đất liền. Cuối cùng nhóm Doraemon với sự giúp đỡ của Sinbad đã cứu Shizuka, Abujin và đồng bọn hợp sức tấn công vào lâu đài Sinbad.
- Khasim: Một tướng cướp khét tiếng, bị triều đình truy nã gắt gao. Hắn và đồng bọn đã ném nhóm Doraemon xuống biển khi họ đi nhờ tàu. Sau đó chính tàu của hắn cũng bị đắm, chỉ còn Khasim và hai tên lâu la. Bọn chúng đi nhiều ngày trên sa mạc và nhập bọn cùng Abujin, bàn mưu chiếm lâu đài của Sinbad. Nhưng chính nghĩa luôn luôn thắng và cả bọn bị bắt giam chờ giải về Bagdad xét xử.
- Vua Harun Al-Rashid: Một vị vua anh minh, lỗi lạc của xứ Ba Tư, ông đã cứu nguy cho nhóm Doraemon khi bị bọn cướp bao vây, lại còn cấp giấy thông hành và nhiều tiền cho nhóm bạn.
- Hung thần ve chai: Một trong số những bảo bối của Sinbad, bình thường hắn thu mình trong một chai rỗng, khi nắp chai được mở ra thì hắn hoá cao lớn khủng khiếp, luôn sẵn sàng phục vụ người cầm chai. Chính vì điểm đó mà hắn trở thành tay sai đắc lực của bọn Abujin khi chúng nắm giữ kho báu vật. Cuối cùng hắn bị Doraemon dùng đèn pin thu nhỏ hoá thành món đồ chơi vô hại.
- Thần đèn: Một tên thần ngu ngốc, chỉ biết làm theo nhiệm vụ của người giữ chiếc đèn, là một bảo bối của Sinbad.
- Hạt quân lính: Khi rải xuống đất sẽ hoá thành những tên lính thiện chiến, sẵn sàng tuân lệnh người rải hạt.

## Sản xuất
Nhà sản xuất
Bộ phim là sản phẩm của:
- Hãng hoạt hình Shinei (Shinei Animation).
- Nhà xuất bản Shogakukan.
- Hãng truyền hình TV Asahi.

Lồng tiếng
| Nhân vật                  | Diễn viên lồng tiếng                       | Diễn viên lồng tiếng                   |
| Nhân vật                  | Nhật Bản                                   | Việt Nam (HTV3)                        |
| ------------------------- | ------------------------------------------ | -------------------------------------- |
| Doraemon                  | Ōyama Nobuyo                               | Nguyễn Thụy Thùy Tiên                  |
| Nobita                    | Ohara Noriko                               | Nguyễn Anh Tuấn                        |
| Shizuka                   | Nomura Michiko                             | Trương Ngọc Châu                       |
| Jaian                     | Tatekabe Kazuya                            | Lâm Quốc Tín(HTV3)                     |
| Suneo                     | Kimotsuki Kaneta                           | Thái Minh Vũ                           |
| Mẹ Nôbita                 | Chijimatsu Sachiko                         | Nguyễn Vũ Minh Chuyên                  |
| Harun Al-Rashid           | Hazumi Jun                                 | Tạ Bá Nghị                             |
| Mikuzin                   | Matsushima Minori                          | Võ Huyền Chi                           |
| Sinbad                    | Kakegawa Hirohiko                          | Đặng Hạnh Phúc (già) Hồ Tiến Đạt (trẻ) |
| Thần đèn                  | Mie Suzuki                                 | Trần Hoàng Sơn                         |
| Hạt quân lính             | Shozo Iizuka                               | Khánh Vân                              |
| Abujin                    | Seizo Katou                                | Trần Vũ                                |
| Khasim & đồng bọn         | Kato Osamu Kato Masayuki Hashimoto Kouichi | Nguyễn Trí Luân (Khasim)               |
| Megami                    | Takamori Yoshino                           | Phạm Thúy Hằng                         |
| Mẹ Suneo                  | Ohtori Yoshino                             | Phan Thị Kim Phước                     |
| Jack                      | Emori Hiroko                               | Lê Huy An                              |
| Majin (Hung thần ve chai) | Gouri Daisuke                              | Huỳnh Lưu Đăng Thái                    |
| Majo                      | Yamada Eiko                                | Tấn Phong                              |
| Cô tiên                   | Takamori Yoshino                           | Lê Hà                                  |
| Phù thủy                  | Kyoko Yamada                               | Nguyễn Kiều Oanh                       |

### Trò chơi điện tử
Dựa trên bộ phim này, 2 bộ trò chơi trên hệ máy TurboGrafx 16 và TurboGrafx CD đã được phát hành.